# میلسیایی ها
در اساطیر ایرلندی میلسیایی‌ها, آخرین گروه از مهاجمان به ایرلند هست که به رهبری میل از اسپانیا به ایرلند می‌آیند و اجداد ایرلندی‌های امروزی می‌باشند. آنان با گروهی از ساکنان ایرلند به نام توآتا دی دانان درگیر می‌شوند و در نهایت توافق می‌کنند که بالای جزیره متعلق به میلسیایی‌ها و زیر زمین متعلق به توآتا دی دانان باشد و همچنین میلسیایی‌ها توآتا دی دانان را به عنوان خدایان خود پرستش کنند. میلسیایی‌ها در مسیر اشغال جزیره, هنگامی در حال پیشروی به سمت شهر تارا هستند با سه الهه (ایزدبانو) به نام‌های بانبا (بنوا), فودلا (فولا) و اریو برخورد می‌کنند. این سه به ترتیب از آمرگین دروئید (تلفظ ایرلندی آورین) که حکیمی فرزانه و مشاور میل است, درخواست می‌کنند که نامشان بر روی جزیره گذاشته شود و در نهایت نام اریو انتخاب می‌شود زیرا او سومین نفری بود که درخواست کرده بود. به این ترتیب این جزیره ایرلند نام می‌گیرد که ریشه در نام ایزدبانو اریو دارد.